# Paul Leiderer
Paul Leiderer (* 9. April 1944 in Dorfen, Oberbayern) ist ein deutscher Physiker.

## Leben
Leiderer wurde nach seinem Physikstudium 1973 an der Technischen Universität München mit der Arbeit Hyperschallausbreitung im Quantenkristall He 4 promoviert. Er schloss einen Postdoc an der Cornell University in Ithaca, New York an. 1975 wurde er Wissenschaftlicher Assistent am Fachbereich Physik der Münchener TU. 1979 habilitierte er sich mit der Schrift  Measurement of hypersonic attenuation by means of stimulated Brillouin scattering.
1981 erfolgte der Ruf zum Professor für Experimentalphysik an der TU München, 1982 folgte er einem Ruf auf einen Lehrstuhl an die Johannes Gutenberg-Universität Mainz. Seit 1988 ist er Ordinarius an der Universität Konstanz.
Leiderer war von 1991 bis 1995 Sprecher des Sonderforschungsbereichs (SFB) 306 „Mikroskopische und strukturbedingte Prozesse der atomaren und molekularen Bewegung“ an der Konstanzer Universität, seit 1996 Sprecher des SFB 513 „Nanostrukturen an Oberflächen und Grenzflächen“.
Er ist seit 2001 Mitglied des Senats der Deutschen Forschungsgemeinschaft. 2004 wurde er Mitglied im Nationalen Forschungsrat des Schweizerischen Nationalfonds zur Förderung der wissenschaftlichen Forschung (SNF). 2002 wurde er als ordentliches Mitglied in die Heidelberger Akademie der Wissenschaften gewählt. Seit 2002 ist er Mitglied der Deutschen Akademie der Naturforscher Leopoldina; seit April 2007 ist Leiderer als Nachfolger von Herbert Gleiter Obmann für die Experimentelle Physik an der Leopoldina. Er ist Mitglied im Fachgebiet „Physik der kondensierten Materie“ der Union der deutschen Akademien der Wissenschaften. Die Mitglieder der Sektion Physik der Leopoldina, die aus den drei Teilsektionen „experimentelle Physik“, „theoretische Physik“ und „Astrophysik“ besteht, haben ihn in geheimer schriftlicher Wahl im Mai 2007 zu ihrem Sprecher und damit Senator der Gesamtsektion gewählt.

## Wirken
1980 erhielt er den Preis der Deutschen Physikalischen Gesellschaft (DPG) („Physikpreis“), den heutigen Gustav-Hertz-Preis. 1999 wurde er für seine wissenschaftlichen Arbeiten mit dem Dornier-Forschungspreis der EADS ausgezeichnet.
Seine Arbeitsschwerpunkte sind die Experimentelle Oberflächen- und Tieftemperaturphysik mit den gegenwärtigen Schwerpunkten „Oberflächenstruktur und Dynamik dünner Filme“, „Nanostrukturen“, „Grenzflächen kondensierter Quantenmaterie“ sowie „Kolloidale Systeme“. 2006 entwickelten Manfred Albrecht und Johannes Boneberg aus der Konstanzer Arbeitsgruppe von Prof. Leiderer ein neues Verfahren zur magnetischen Datenspeicherung.